# Ganondorf
Ganondorf (ガノンドロフ Ganondorofu?)  es un personaje ficticio y antagonista principal en la saga de videojuegos The Legend of Zelda. Es la reencarnación del heraldo de la muerte, además de un hechicero habilidoso con una notable fuerza física. Conocido también como el Gran Rey Malvado o el Señor de las Tinieblas, ha tratado en diversas ocasiones de completar la Trifuerza y, con ella, conquistar el reino de Hyrule.
Posee el fragmento de la Trifuerza del Poder, que le convierte en un ser virtualmente inmortal: puede llegar a sanar heridas mortales (como tener clavada en su corazón una espada). Las únicas excepciones a esto son la Espada Maestra, las Flechas de Luz y las Flechas de Plata, las únicas armas que pueden dañarle y, por tanto, las únicas con la que puede ser vencido.
En combate, suele emplear la fuerza bruta y la magia oscura para vencer a su oponente. Como se puede ver en la batalla final entre él y Link en The Wind Waker, es un espadachín talentoso.
Desde su primera aparición, el nombre de Ganon ha causado mucha confusión. En su primera aparición, en The Legend of Zelda, su nombre era "Gannon". Esta pronunciación sólo ha sido usada en dos ocasiones: en la versión japonesa de Zelda II: The Adventure of Link y en el juego en CD-i Zelda's Adventure. "Ganondorf" fue el nombre dado al enemigo de The Legend of Zelda: A Link to the Past, y el humanoide Ganondorf de Ocarina of Time fue conocido casi exclusivamente por su nombre, salvo por el nombre de su castillo (Ganon's Castle) y su transformación al final del juego. En algunos casos, su nombre ha sido usado para referirse a la forma humana del personaje, mientras que "Ganon" era usado para describir su forma bestial similar a un jabalí o cerdo (dependiendo del juego). En otros casos, el nombre ha sido usado indiferentemente, como en The Legend of Zelda: The Wind Waker y en The Legend of Zelda: Four Swords Adventures.

## Juegos en los que aparece como Ganondorf

### Ocarina of Time
De acuerdo con los hechos contados en The Legend of Zelda: Ocarina of Time, cada cien años nace un hombre entre las mujeres Gerudo destinado a ser su rey. Este fue Ganondorf, quien busca a toda costa la Sagrada Trifuerza.
Según la leyenda, la Trifuerza es el triángulo dorado capaz de hacer realidad los sueños del mortal que pose sus manos sobre él. Es un símbolo del equilibrio entre los tres grandes poderes con los que las diosas (Din, Nayru y Farore) crearon el mundo: Poder, Sabiduría y Valor.
Dice la leyenda que si una persona cuyo corazón mantenga el equilibrio entre estos poderes posa sus manos sobre este artefacto, conseguirá la Fuerza Verdadera que le permitirá controlarlo todo y llevar al mundo a una época dorada. No obstante, si una persona que codicie sobre todo uno de los dones, cuyo corazón esté lleno de avaricia y no mantenga el equilibrio toca la reliquia dorada, sólo permanecerá en él aquel don que más desee en su interior (Poder, Sabiduría o Valor) y los dos restantes serán otorgados a ciertos individuos elegidos por las diosas.
En Ocarina of Time, Ganondorf posa sus manos sobre la Trifuerza, haciendo que la leyenda se cumpla. De este modo, en él tan sólo recae el don del Poder (Trifuerza del Poder), mientras que la Trifuerza del Valor y la Trifuerza de la Sabiduría recaen, respectivamente, en Link y en Zelda. Link, el Héroe del Tiempo, con la ayuda de los Sabios de Hyrule, consigue encerrar a Ganondorf en el Reino Sagrado.

### Twilight Princess

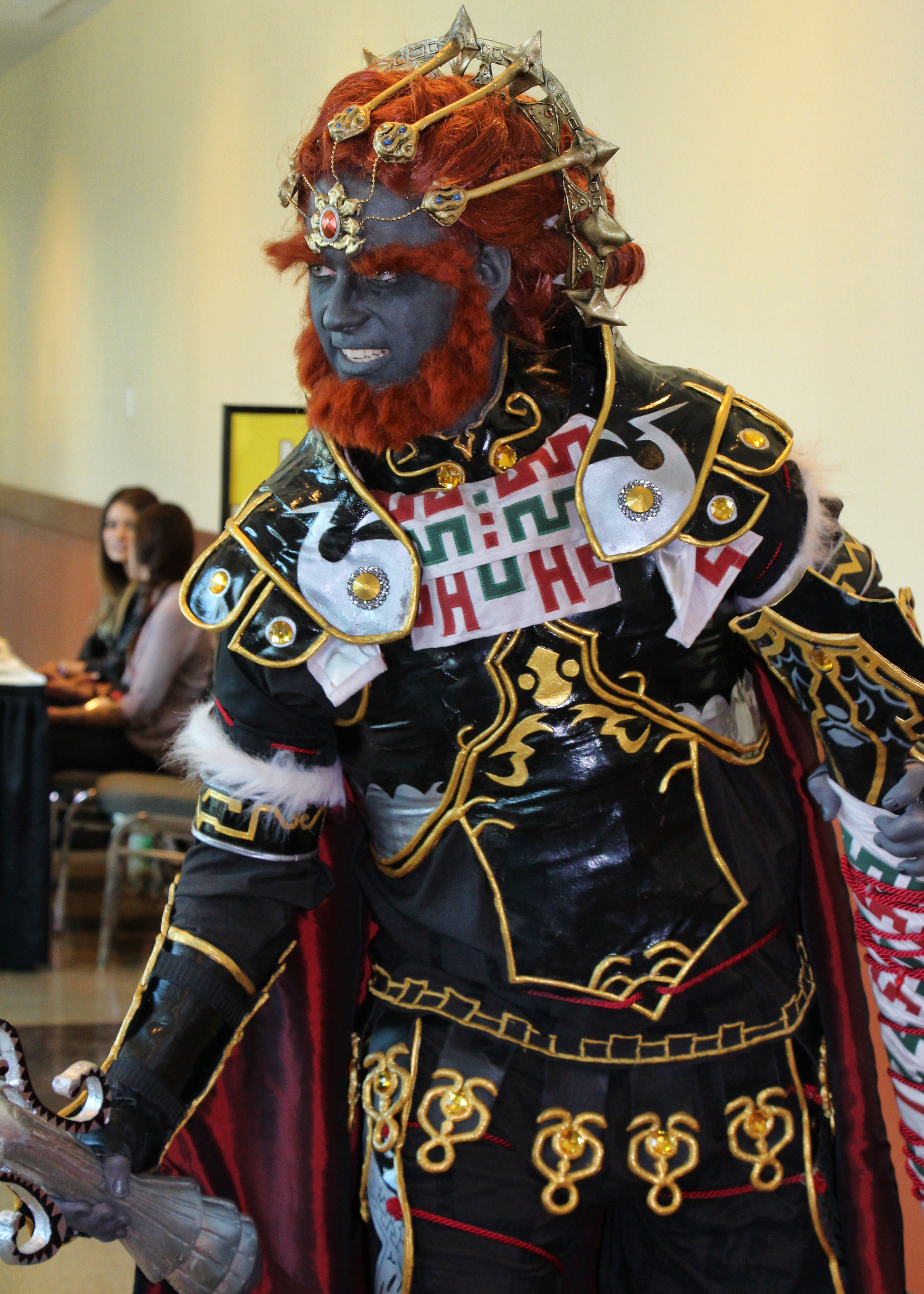
Cosplay de Ganondorf en su versión de Twilight Princess.

En The Legend of Zelda: Twilight Princess, al ser encerrado en el Reino del Crepúsculo por los siete sabios, Ganondorf está desesperado por encontrar una manera de salir y encuentra a un individuo enfadado con la familia real del Crepúsculo, Zant. A este le otorga su poder (Trifuerza del Poder) para que lo saque de ahí. Este acepta y hechiza el Reino del Crepúsculo, a su verdadera soberana Midna y a sus habitantes, los Twili. Rompe en cuatro fragmentos el espejo del Crepúsculo, usado por los sabios para encerrar a Ganondorf, para cumplir su promesa. Después Zant invade Hyrule y termina gobernándolo todo al secuestrar a la princesa Zelda, princesa gobernante de dicho reino.
Ganondorf, al ser liberado de su prisión por Zant, deja que Link asesine a Zant y así aprovechar el momento y regresar al castillo de Hyrule, donde tomará a la princesa Zelda como rehén y así hacer enfadar a Link. Después de recorrer el castillo y llegar a la habitación donde Ganondorf se encuentra, se desencadena una pelea en la que Ganondorf se convierte en una bestia en forma de jabalí. Después de la batalla, Midna usa la Sombra Fundida para poder vencer a Ganondorf, pero al poseer la Trifuerza del Poder, Ganondorf asesina a Midna, e inmediatamente se libra la batalla final entre Ganondorf y Link, a las afueras del campo de Hyrule, que termina cuando la Espada Maestra atraviesa a Ganondorf el cual cae derrotado después de sufrir tantos ataques en esta última batalla espada contra espada. Ganondorf muere efectivamente al ser atravesado por la Espada Maestra y su muerte produce también la de Zant.

### The Wind Waker

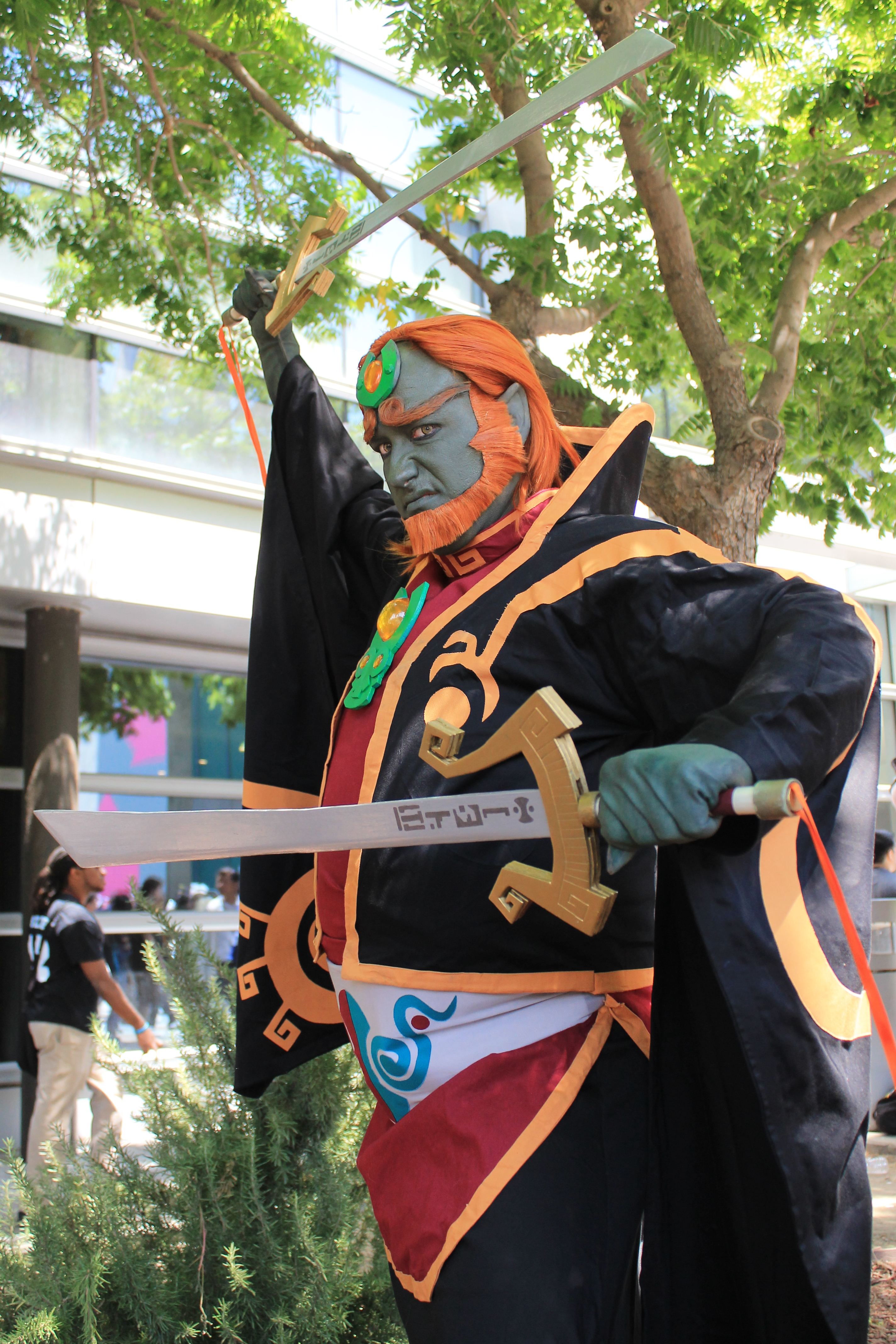
Cosplay de Ganondorf en su versión de The Wind Waker.

The Legend of Zelda: The Wind Waker acaece muchos años después de los acontecimientos del final de Ocarina of Time en el futuro, cuando el Héroe del Tiempo ya había partido en un viaje del que jamás regresó y el sello que mantenía a Ganondorf encerrado se rompió, dejándole en libertad.
La gente de Hyrule, los hylianos, rezaron para que alguien les salvara. Fue en ese momento cuando las diosas tomaron una decisión: hicieron caer un diluvio que anegó la tierra bajo una barrera acuática para que, de este modo, Ganondorf no pudiera apoderarse de ella. Sólo unos pocos elegidos por el destino que huyeron a las altas montañas del Reino sobrevivieron a la "Gran Inundación" e intentaron rehacer su vida en los restos del antiguo Hyrule, del que ya sólo quedaban unas pocas islas esparcidas por un inmenso océano.
Desde ese momento, Ganondorf se obsesiona con encontrar a los descendientes del Héroe y la Princesa del Destino (los descendientes de quienes le derrotaron en The Legend of Zelda: Ocarina of Time), con la esperanza de que estos poseyeran las Trifuerzas que les fueron otorgadas a sus ancestros, para poder arrebatárselas, unirlas con la que él ya poseía y conseguir la Fuerza Verdadera con la que podría volver a sacar Hyrule a la superficie y gobernarla.
Es precisamente en The Legend of Zelda: The Wind Waker cuando el porqué de la maldad de Ganondorf comienza a tener una razón de ser. Ya no es un villano genérico que quiere simplemente conquistar, destruir el mundo o matar, sino un personaje mucho más profundo. Traumatizado por haber nacido en un mundo yermo y pobre (el Valle Gerudo), por haber sido criado por dos despiadadas brujas (las Gemelas Rova), desea por encima de todo hacerse con el Reino de Hyrule, aunque para ello tenga que acabar con Link o con la princesa Zelda. Desea un mundo próspero para él, algo que nunca pudo poseer en su territorio Gerudo. Los monólogos de Ganondorf al final del juego dejan clara cuál es la fuente de su odio, lo que le dota de mayor personalidad. Para él su fin justifica los medios y está dispuesto a todo para conseguir lo que quiere. Como el propio Ganondorf dice, lleno de resentimiento, en lo alto de su torre en el mundo sumergido de Hyrule: "Vengo de una tierra perdida en medio del desierto... Durante el día soplaba un viento abrasador que quemaba la piel y por las noches un viento helado que congelaba los huesos... El viento no traía más que muerte... Pero el viento que acariciaba las colinas de Hyrule era suave y amable. Tal vez ese viento... es lo que yo anhelaba...".

### The Legend of Zelda: Tears of the Kingdom
En este juego, aparece el cadáver de Ganondorf y regresa después de 17 años.
Tras ser sellado por Rauru, el primer rey de Hyrule, durante los sucesos de la guerra del destierro, pasó una gran cantidad de tiempo (la guerra toma lugar años antes de A Link to the Past y por ende pudo pasar tanto tiempo después de los sucesos de dicho juego o tratándose de una línea de distinta de tiempo, puede ser o no el mismo suceso mencionado en dicho juego) para que tras los suceso de Breath of the Wild, Link y Zelda investigaran las profundidades del castillo de Hyrule, en el que encuentran el cadáver del Rey Demonio. Después de que se rompiera el sello que lo mantenía, Ganondorf lanza un feroz ataque de aura maligna que casi mata a Zelda. Cuando Link la protege, el aura maligna le llega a su brazo, debilitándolo y rompiendo la Espada Maestra en el proceso. Ganondorf explica todo lo que recuerda y empieza a levantar el Castillo al cielo con su aura maligna. Zelda se cae al abismo, pero la piedra que recogió hizo llevarla al pasado. Antes de que Link se caiga, el brazo de Rauru que mantenía el sello salva a Link de la caída y lo transporta a la Gran isla de los Albores, curándolo.

## Juegos en los que aparece como Ganon

### The Legend of Zelda (1986)
En el primer videojuego de la saga (The Legend of Zelda) Ganon es llamado "príncipe de las tinieblas", teniendo apariencia de un cerdo azul. Se apodera de la Trifuerza del poder. No obstante, sabiendo la Princesa Zelda que él codiciaba la Trifuerza completa, divide en ocho fragmentos la Trifuerza de la sabiduría, quedándose ella con la Trifuerza del poder y dispersando los fragmentos por todo Hyrule. Ganon aprisiona a Zelda en la montaña de la muerte. Link tiene la misión de ir a cada mazmorra y reunir los ocho fragmentos para enfrentarse a Ganon, enfrentándose y convirtiéndolo en cenizas gracias a las flechas de plata, así restaurando la paz en Hyrule.

### Zelda II: The Adventure of Link
En este videojuego Ganon por primera vez no es el antagonista principal, dado que ese rol lo toma Link Oscuro. Aunque después de ser derrotado por Link, los secuaces de Ganon quieren revivirlo derramando la sangre de Link sobre las cenizas que quedaron del príncipe de las tinieblas, este plan fracasa si Link logra vencer, ya que si pierde en la pantalla de Game Over aparece el texto "Ganon regresa", dando a entender que los secuaces lograron su cometido.

### A Link To The Past
Cronológicamente ocurre siglos antes de los hechos de The Legend of Zelda. Ganondorf, un líder de un grupo de ladrones, se hace con la Trifuerza completa. Esta transforma al reino sagrado en el reino oscuro y cambiando la apariencia de Ganondorf a la de una bestia que reflejaba la verdadera esencia de su corazón corrupto, impío y de su codicioso carácter, a la que se le conoció como Ganon. Para evitar que Ganon se apoderara de Hyrule, el rey convocó a los siete sabios así como los caballeros de Hyrule, mandando sellar la puerta de acceso a Hyrule desde el Mundo Oscuro con el fin de detener la invasión de Ganon. Los Caballeros de Hyrule lucharon con los monstruos de Ganon de forma feroz, siendo eliminados casi por completo.
Tiempo después, un misterioso mago llamado Agahnim elimina al Rey de Hyrule y aprisiona a las doncellas descendientes de los sabios, ofreciéndolas como sacrificio para así romper el sello que separa al reino de Hyrule y el reino oscuro. El último sacrificio a ofrecer es la Princesa Zelda, la cual telepáticamente pide a Link que la rescate del calabozo del castillo de Hyrule. El tío de Link decide ir primero al rescate. Sin embargo, Link le sigue al poder ingresar al castillo. Encontrando a su tío malherido, este de da su espada y su escudo sabiendo que el destino de Link es ser el héroe. Tras rescatar a Zelda y ocultarla en el Santuario, debe encontrar los tres colgantes del Valor, Sabiduría y Poder, con el fin de sacar de su pedestal a la Espada Maestra, el arma capaz de derrotar a Agahnim. Sin embargo, este encuentra a Zelda y la lleva de nuevo al castillo ahora para sacrificarla y así romper el sello. Link llega al rescate, pero no logra impedir el sacrificio. Una vez derrota al mago, inmediatamente es teletransportado al reino oscuro, donde se da cuenta de que en realidad las doncellas están encerradas en cristales y dispersadas por todo el reino sagrado. Después de rescatar a cada una de ellas y de derrotar a Agahnim se da cuenta de que este solo era un alter ego de Ganon, quien buscaba salir de su prisión. Este huye a la Pirámide de la Trifuerza en donde Link lo derrota haciendo uso de la Espada Maestra y las Flechas de Plata. Link descubre que la Trifuerza había sido escondida por Ganon en lo profundo de su fortaleza. Link reclama la Trifuerza, usándola para desear que todos los malos actos de Ganon sean deshechos.

### Oracle of Seasons/Oracle of Ages
En ambos juegos después de finalizarlos se genera un final alterno en el cual Koume y Kotake -que buscan revivir a Ganon- capturan a la princesa Zelda para sacrificarla y así que él regresara. Link impide que el ritual continúe, salvando a Zelda haciendo que quede inconcluso, regresando a Ganon, pero como una bestia sin sentido. Link se enfrenta a Ganon, acabando con él y devolviendo la paz a las tierras de Labrynna y Holodrum.

### Four Swords Adventures
En este juego Ganon tampoco aparece como antagonista principal. Vaati consigue revivirlo pero al ser este derrotado por Link y Zelda. Ganon se indigna por el poco poder de Vaati contra la Espada Cuádruple. Al final, Ganon se enfrenta a Link y al ser derrotado es encerrado en la Espada Cuádruple.

### A Link Between Worlds
En un inicio aparece en un sueño de Link. Más adelante en el juego es revivido por Yuga en el mundo de Lorule por medio de los retratos de los descendientes de los sabios y seguidamente Yuga se fusiona con él, ya que tanto la Princesa Hilda como Yuga anhelaban la trifuerza del poder que Ganon poseía para restaurar Lorule, pero la trifuerza no permite a Yuga controlar a Ganon, sino que la mente de Ganon se antepone al hechicero.
Hilda ordena a Yuga-Ganon que derrote a Link para así obtener también la trifuerza del valor, pero al ser derrotado por Link este decide fusionarse con la trifuerza de la sabiduría que poseía HilDa, ya que se la habría arrebatado a Zelda. A pesar de esto vuelve a ser derrotado, Link y Zelda deciden pedirle a la trifuerza de Hyrule que la trifuerza de Lorule regrese para que aquel reino vuelva a la prosperidad.

### The Legend of Zelda: Breath of the Wild

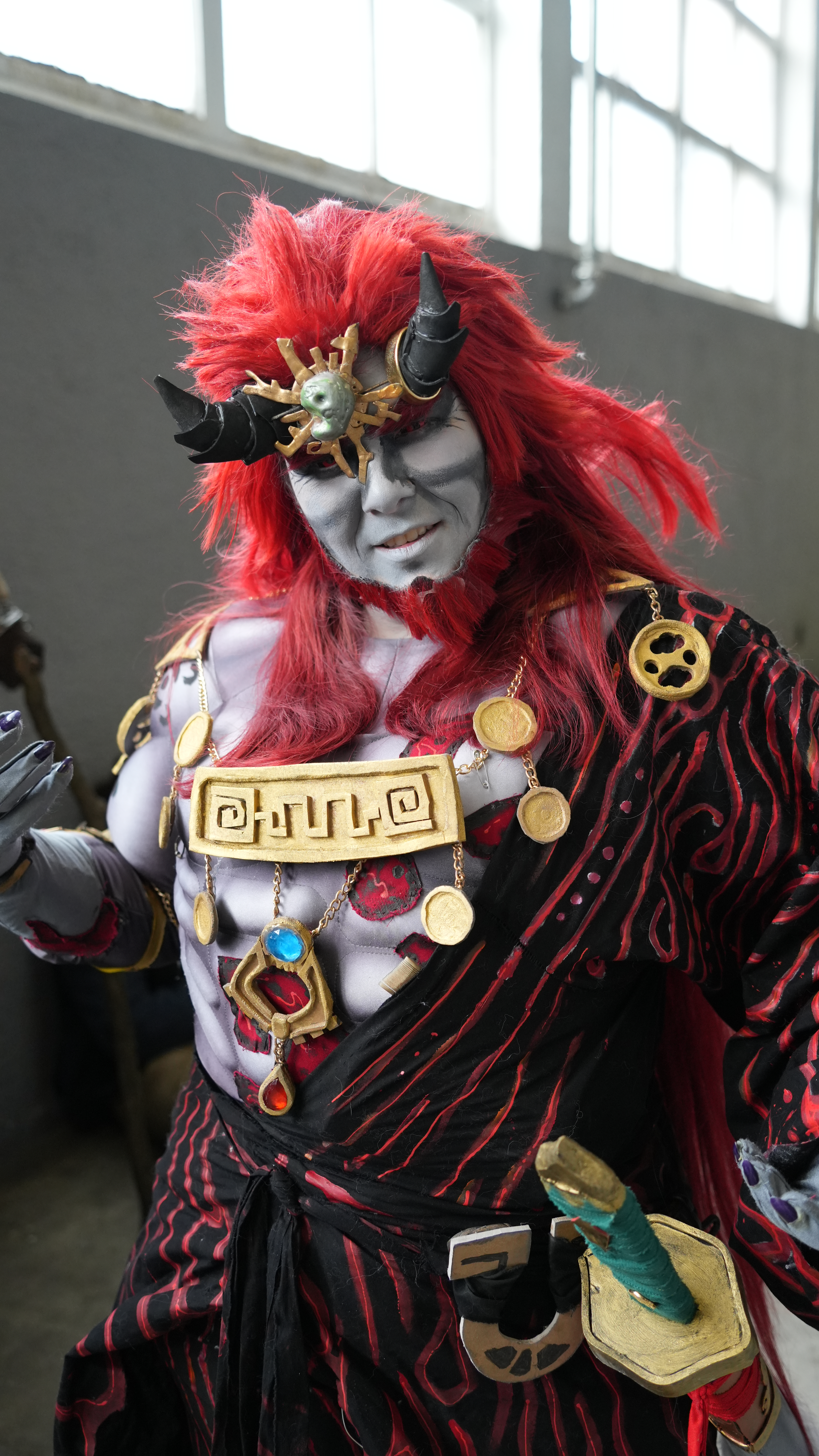
Cosplay de Ganon en su versión de Breath of the Wild.

En este juego, eras después del resto de juegos, Ganon es parte del legendarium de Hyrule, y aunque todos los pueblos conservan historias y tradiciones, no son más que leyendas. Cuando una profecía, enunciada hace 10.000 años, anuncia su retorno cíclico e inevitable, lo representa como una catástrofe natural, carente de conciencia y voluntad más allá de destruir. Es por esto por lo que se le conoce como Ganon, la calamidad. Tiene el papel de antagonista principal, ya que destruye Hyrule, controlando sus medios de seguridad (guardianes y bestias divinas). Además, deja a Link en un estado de letargo de cien años en los que hubiera destrozado aún más el reino si no fuera por la Princesa Zelda, que lo mantuvo encerrado en el castillo. Su apariencia varía entre un monstruo de muchos brazos y melena roja, un jabalí de enormes proporciones con cabellos de fuego morado y un espíritu que puede poseer guardianes.

### The Legend of Zelda: Echoes of Wisdom
En este juego, aparece Ganon en la apertura del juego.

## Juegos en los que no aparece
Aunque Ganondorf es el antagonista principal de la serie, no aparece en todos los juegos. En los juegos que no aparece, un nuevo personaje aparece como el villano principal:
- The Legend of Zelda: Link's Awakening: en este juego Ganon no aparece como antagonista, sino que lo hace Nightmare.
- The Legend of Zelda: Majora's Mask: ocurre después de Ocarina of Time, donde Ganondorf fue derrotado. En este juego el antagonista principal es la Máscara de Majora, una deidad maligna sellada dentro de una máscara maldita.
- The Legend of Zelda: Four Swords y The Legend of Zelda: The Minish Cap: en el segundo, el villano principal es Vaati, un minish corrompido por el mal en los corazones de la humanidad, aunque se hacen varias referencias a Ganon, y Link pelea con él un par de veces en el juego, así como en la batalla final.
- The Legend of Zelda: Phantom Hourglass: en este juego Link (el mismo de Wind Waker) debe encargarse de Bellum, un monstruo que debilitó al Rey del Mar y encerró a los espíritus. Se le hace una breve referencia en el prólogo mientras Niko narra los sucesos del juego anterior.
- The Legend of Zelda: Spirit Tracks: en esta entrega de la saga, hay tres enemigos (en orden ascendente de importancia): Táligo, un misterioso luchador que puede mandar volando a Link de un simple golpe; Makivelo, el primer ministro del Reino de Hyrule, quien planea liberar al temible y antiguo demonio Mallard, confinado en la Torre de los Dioses; y el propio Mallard.
- The Legend of Zelda: Skyward Sword: se revela su origen como encarnación del Heraldo de la Muerte, quien maldice a Link y Zelda con Ganon por toda la eternidad.
- The Legend of Zelda: Tri Force Heroes: en este juego no aparece Ganon.

## Aparición en otros juegos

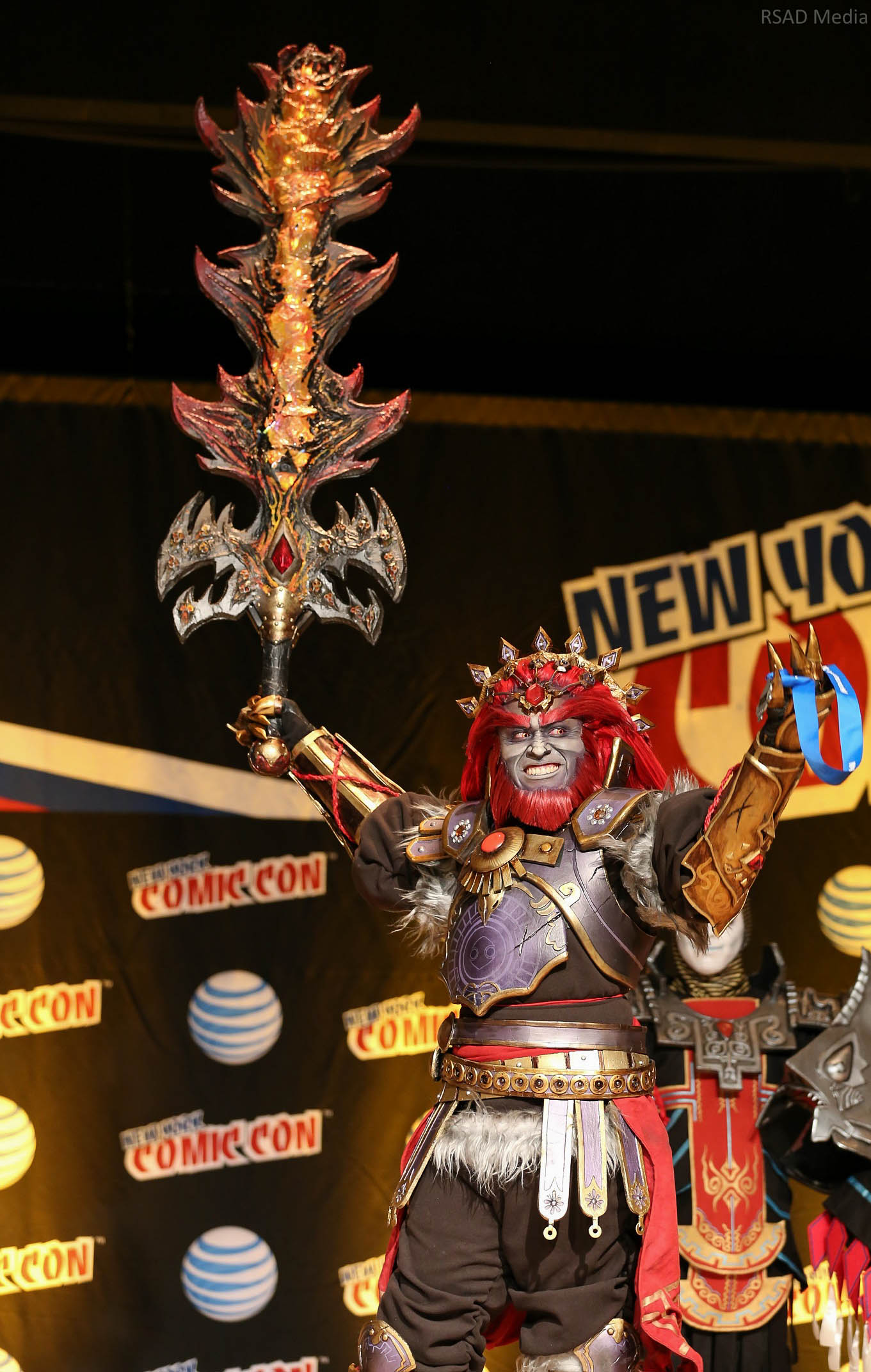
Cosplay de Ganondorf en su versión de Hyrule Warriors

Sin contar los de la saga de Zelda, Ganondorf ha aparecido en Super Smash Bros. Melee, en sus secuelas, Super Smash Bros. Brawl, Super Smash Bros. para Nintendo 3DS y Wii U y Super Smash Bros Ultimate. En los juegos es un personaje lento pero poderoso, y sus ataques son muy similares a los de Captain Falcon.
En el modo historia de Super Smash Bros Brawl Ganondorf es de los villanos principales junto a Wario y Bowser, jura lealtad a Master Hand pero solo es para después quitarle el mando cuando descubre que el verdadero villano es Tabuu, Ganondorf lo enfrenta pero es derrotado fácilmente. Su Smash Final consiste en transformarse en la bestial forma de jabalí conocida como Ganon, una similar contra con la que Link pelea la batalla final en Twilight Princess.